# Deileptenia coreiphila
Deileptenia coreiphila là một loài bướm đêm trong họ Geometridae.